# Vòng loại Giải vô địch bóng đá thế giới 2010 – Khu vực châu Phi (Vòng 2)
Bài viết sau đây là tóm tắt của các trận đấu ở vòng 2, vòng loại giải vô địch bóng đá thế giới 2010 khu vực châu Phi. Tại vòng đấu này, 48 đội tuyển thành viên của CAF (45 đội vào thẳng vòng này cùng 3 đội lọt qua vòng 1) sẽ được chia thành 12 bảng mỗi bảng 4 đội. Lễ bốc thăm chia bảng được diễn ra tại Durban, Nam Phi vào ngày 25 tháng 11 năm 2007. Các đội tuyển sẽ gặp nhau theo thể thức vòng tròn hai lượt trận đi và về, sân nhà-sân khách, trong năm 2008, để chọn ra 12 đội đứng đầu bảng cùng 8 đội nhì bảng xuất sắc nhất vào vòng 3. Vì số đội của mỗi bảng đấu không bằng nhau sau khi Ethiopia bị cấm thi đấu còn Eritrea thì bỏ cuộc, thứ hạng so sánh giữa các đội nhì bảng sẽ không tính thành tích đối đầu với các đội đứng cuối bảng đấu.

## Phân loại hạt giống
Mỗi bảng đấu sẽ có một đội của mỗi nhóm.
| Nhóm A | Nhóm B | Nhóm C | Nhóm D |
| --- | --- | --- | --- |
| Cameroon · Nigeria · Bờ Biển Ngà · Maroc · Ghana · Tunisia · Ai Cập · Guinée · Sénégal · Mali · Angola · Togo | Zambia · Nam Phi · Cabo Verde · CHDC Congo · Algérie · Burkina Faso · Bénin · Mozambique · Libya · Ethiopia · Cộng hòa Congo · Zimbabwe | Uganda · Botswana · Guinea Xích Đạo · Tanzania · Gabon · Malawi · Sudan · Burundi · Liberia · Rwanda · Eritrea · Namibia | Gambia · Mauritanie · Kenya · Tchad · Lesotho · Mauritius · Niger · Eswatini · Seychelles · Sierra Leone · Madagascar · Djibouti |

| Ghi chú                |
| ---------------------- |
| Đội đi tiếp vào vòng 3 |

Chú thích:
- Team = Đội tuyển
- Pld = Số trận
- Pts = Số điểm
- W = Thắng
- D = Hòa
- L = Bại
- GF = Bàn thắng
- GA = Bàn thua
- GD = Hiệu số

## Bảng 1
| Team       | Pld | W | D | L | GF | GA | GD  | Pts |
| ---------- | --- | - | - | - | -- | -- | --- | --- |
| Cameroon   | 6   | 5 | 1 | 0 | 14 | 2  | +12 | 16  |
| Cabo Verde | 6   | 3 | 0 | 3 | 7  | 8  | −1  | 9   |
| Tanzania   | 6   | 2 | 2 | 2 | 9  | 6  | +3  | 8   |
| Mauritius  | 6   | 0 | 1 | 5 | 3  | 17 | −14 | 1   |

|            | Cameroon | Cabo Verde | Mauritius | Tanzania |
| ---------- | -------- | ---------- | --------- | -------- |
| Cameroon   | —        | 2 – 0      | 5 – 0     | 2 – 1    |
| Cabo Verde | 1 – 2    | —          | 3 – 1     | 1 – 0    |
| Mauritius  | 0 – 3    | 0 – 1      | —         | 1 – 4    |
| Tanzania   | 0 – 0    | 3 – 1      | 1 – 1     | —        |

| Tanzania    | 1–1      | Mauritius     |
| ----------- | -------- | ------------- |
| Mrwanda 70' | Chi tiết | Marquette 39' |

| Cameroon                       | 2–0      | Cabo Verde |
| ------------------------------ | -------- | ---------- |
| R. Song 8' · Eto'o 56' (ph.đ.) | Chi tiết |            |

| Cabo Verde  | 1–0      | Tanzania |
| ----------- | -------- | -------- |
| Babanco 73' | Chi tiết |          |

| Mauritius | 0–3      | Cameroon                          |
| --------- | -------- | --------------------------------- |
|           | Chi tiết | Bikey 11' · Eto'o 27' · Bebbe 87' |

| Tanzania | 0–0      | Cameroon |
| -------- | -------- | -------- |
|          | Chi tiết |          |

| Mauritius | 0–1      | Cabo Verde       |
| --------- | -------- | ---------------- |
|           | Chi tiết | Dady 43' (ph.đ.) |

| Cameroon       | 2–1      | Tanzania    |
| -------------- | -------- | ----------- |
| Eto'o 67', 89' | Chi tiết | Mrwanda 78' |

| Cabo Verde                   | 3–1      | Mauritius  |
| ---------------------------- | -------- | ---------- |
| Dady 45+1', 57' · Soares 76' | Chi tiết | Sophie 67' |

| Mauritius     | 1–4      | Tanzania                                     |
| ------------- | -------- | -------------------------------------------- |
| Marquette 13' | Chi tiết | Nsajigwa 12' · Khalfan 19' · Tegete 30', 34' |

| Cabo Verde | 1–2      | Cameroon               |
| ---------- | -------- | ---------------------- |
| Lito 39'   | Chi tiết | Emana 51' · Tchoyi 65' |

| Tanzania                          | 3–1      | Cabo Verde |
| --------------------------------- | -------- | ---------- |
| Iddy 5' · Tegete 26' · Ngassa 74' | Chi tiết | Semedo 34' |

| Cameroon                                                 | 5–0      | Mauritius |
| -------------------------------------------------------- | -------- | --------- |
| Eto'o 26', 47' (ph.đ.) · Meyong Ze 57', 73' · Makoun 71' | Chi tiết |           |

## Bảng 2
| Team     | Pld | W | D | L | GF | GA | GD | Pts |
| -------- | --- | - | - | - | -- | -- | -- | --- |
| Guinée   | 6   | 3 | 2 | 1 | 9  | 5  | +4 | 11  |
| Kenya    | 6   | 3 | 1 | 2 | 8  | 5  | +3 | 10  |
| Zimbabwe | 6   | 1 | 3 | 2 | 4  | 6  | −2 | 6   |
| Namibia  | 6   | 2 | 0 | 4 | 7  | 12 | −5 | 6   |

|          | Guinée | Kenya | Namibia | Zimbabwe |
| -------- | ------ | ----- | ------- | -------- |
| Guinée   | —      | 3 – 2 | 4 – 0   | 0 – 0    |
| Kenya    | 2 – 0  | —     | 1 – 0   | 2 – 0    |
| Namibia  | 1 – 2  | 2 – 1 | —       | 4 – 2    |
| Zimbabwe | 0 – 0  | 0 – 0 | 2 – 0   | —        |

- Thứ tự xếp hạng giữa Zimbabwe và Namibia được xác định bằng hiệu số bàn thắng-bàn thua của hai đội.

| Namibia                  | 2–1      | Kenya       |
| ------------------------ | -------- | ----------- |
| Risser 14' · Khaiseb 89' | Chi tiết | Makacha 40' |

| Guinée | 0–0      | Zimbabwe |
| ------ | -------- | -------- |
|        | Chi tiết |          |

| Kenya          | 2–0      | Guinée |
| -------------- | -------- | ------ |
| Oliech 3', 50' | Chi tiết |        |

| Zimbabwe               | 2–0      | Namibia |
| ---------------------- | -------- | ------- |
| Mushangazhike 27', 68' | Chi tiết |         |

| Kenya                   | 2–0      | Zimbabwe |
| ----------------------- | -------- | -------- |
| Mariga 12' · Oliech 85' | Chi tiết |          |

| Namibia    | 1–2    | Guinée                           |
| ---------- | ------ | -------------------------------- |
| Bester 41' | Report | Is. Bangoura 25' · Feindouno 45' |

| Zimbabwe | 0–0    | Kenya |
| -------- | ------ | ----- |
|          | Report |       |

| Guinée                                     | 4–0      | Namibia |
| ------------------------------------------ | -------- | ------- |
| Feindouno 32' · Is. Bangoura 36', 54', 58' | Chi tiết |         |

| Kenya             | 1–0      | Namibia |
| ----------------- | -------- | ------- |
| Jamal 44' (ph.đ.) | Chi tiết |         |

| Zimbabwe | 0–0      | Guinée |
| -------- | -------- | ------ |
|          | Chi tiết |        |

| Namibia                                     | 4–2      | Zimbabwe                    |
| ------------------------------------------- | -------- | --------------------------- |
| Risser 20', 49' · Bester 32' · Shipanga 44' | Chi tiết | Nyandoro 51' · Malajila 83' |

| Guinée                                   | 3–2      | Kenya                   |
| ---------------------------------------- | -------- | ----------------------- |
| Is. Bangoura 31' · Bah 51' · Zayatte 80' | Chi tiết | Ouma 70' · Oliech 90+3' |

## Bảng 3
| Team   | Pld | W | D | L | GF | GA | GD | Pts |
| ------ | --- | - | - | - | -- | -- | -- | --- |
| Bénin  | 6   | 4 | 0 | 2 | 12 | 8  | +4 | 12  |
| Angola | 6   | 3 | 1 | 2 | 11 | 8  | +3 | 10  |
| Uganda | 6   | 3 | 1 | 2 | 8  | 9  | −1 | 10  |
| Niger  | 6   | 1 | 0 | 5 | 5  | 11 | −6 | 3   |

|        | Angola | Bénin | Niger | Uganda |
| ------ | ------ | ----- | ----- | ------ |
| Angola | —      | 3 – 0 | 3 – 1 | 0 – 0  |
| Bénin  | 3 – 2  | —     | 2 – 0 | 4 – 1  |
| Niger  | 1 – 2  | 0 – 2 | —     | 3 – 1  |
| Uganda | 3 – 1  | 2 – 1 | 1 – 0 | —      |

- Thứ tự xếp hạng giữa Angola và Uganda được xác định bằng hiệu số bàn thắng-bàn thua của hai đội.

| Uganda      | 1–0      | Niger |
| ----------- | -------- | ----- |
| Sekagya 56' | Chi tiết |       |

| Angola                              | 3–0      | Bénin |
| ----------------------------------- | -------- | ----- |
| Flávio 60' · Job 78' · Mendonça 84' | Chi tiết |       |

| Bénin                                                 | 4–1      | Uganda      |
| ----------------------------------------------------- | -------- | ----------- |
| Omotoyossi 15', 86' · O. Tchomogo 17' · Sessegnon 69' | Chi tiết | Ssepuuya 8' |

| Niger       | 1–2      | Angola                      |
| ----------- | -------- | --------------------------- |
| Alassane 3' | Chi tiết | Flávio 29' · Yamba Asha 72' |

| Uganda                                     | 3–1      | Angola        |
| ------------------------------------------ | -------- | ------------- |
| Ssepuuya 7' · Batabaire 19' · Wagaluka 75' | Chi tiết | Mantorras 90' |

| Niger | 0–2      | Bénin                            |
| ----- | -------- | -------------------------------- |
|       | Chi tiết | S. Tchomogo 59' · Omotoyossi 65' |

| Bénin                               | 2–0      | Niger |
| ----------------------------------- | -------- | ----- |
| Ahouéya 45' · Anicet 53' (lưới nhà) | Chi tiết |       |

| Angola | 0–0      | Uganda |
| ------ | -------- | ------ |
|        | Chi tiết |        |

| Bénin                           | 3–2      | Angola                |
| ------------------------------- | -------- | --------------------- |
| Adenon 2' · Omotoyossi 52', 66' | Chi tiết | Flávio 12' · Loco 78' |

| Niger                           | 3–1      | Uganda   |
| ------------------------------- | -------- | -------- |
| Issoufou 68', 85' · Kamilou 87' | Chi tiết | Obua 33' |

| Uganda         | 2–1      | Bénin          |
| -------------- | -------- | -------------- |
| Massa 50', 53' | Chi tiết | Omotoyossi 30' |

| Angola                                                 | 3–1      | Niger      |
| ------------------------------------------------------ | -------- | ---------- |
| Kassali 53' (lưới nhà) · Gilberto 68' · Zé Kalanga 73' | Chi tiết | Moussa 20' |

## Bảng 4
| Team            | Pld | W | D | L | GF | GA | GD  | Pts |
| --------------- | --- | - | - | - | -- | -- | --- | --- |
| Nigeria         | 6   | 6 | 0 | 0 | 11 | 1  | +10 | 18  |
| Nam Phi         | 6   | 2 | 1 | 3 | 5  | 5  | 0   | 7   |
| Sierra Leone    | 6   | 2 | 1 | 3 | 4  | 8  | −4  | 7   |
| Guinea Xích Đạo | 6   | 1 | 0 | 5 | 4  | 10 | −6  | 3   |

|                 | Guinea Xích Đạo | Nigeria | Sierra Leone | Cộng hòa Nam Phi |
| --------------- | --------------- | ------- | ------------ | ---------------- |
| Guinea Xích Đạo | —               | 0 – 1   | 2 – 0        | 0 – 1            |
| Nigeria         | 2 – 0           | —       | 4 – 1        | 2 – 0            |
| Sierra Leone    | 2 – 1           | 0 – 1   | —            | 1 – 0            |
| Nam Phi         | 4 – 1           | 0 – 1   | 0 – 0        | —                |

- Thứ tự xếp hạng giữa Nam Phi và Sierra Leone được xác định bằng hiệu số bàn thắng-bàn thua của hai đội.

| Guinea Xích Đạo        | 2–0      | Sierra Leone |
| ---------------------- | -------- | ------------ |
| Ronan 47' · Epitié 57' | Chi tiết |              |

| Nigeria                  | 2–0      | Nam Phi |
| ------------------------ | -------- | ------- |
| Uche 10' · Nwaneri 45+1' | Chi tiết |         |

| Nam Phi                                       | 4–1      | Guinea Xích Đạo     |
| --------------------------------------------- | -------- | ------------------- |
| Dikgacoi 9', 90+3' · Moriri 33' · Fanteni 62' | Chi tiết | Juvenal 78' (ph.đ.) |

| Sierra Leone | 0–1      | Nigeria  |
| ------------ | -------- | -------- |
|              | Chi tiết | Yobo 88' |

| Sierra Leone       | 1–0      | Nam Phi |
| ------------------ | -------- | ------- |
| Kallon 22' (ph.đ.) | Chi tiết |         |

| Guinea Xích Đạo | 0–1      | Nigeria |
| --------------- | -------- | ------- |
|                 | Chi tiết | Yobo 5' |

| Nam Phi | 0–0      | Sierra Leone |
| ------- | -------- | ------------ |
|         | Chi tiết |              |

| Nigeria                  | 2–0      | Guinea Xích Đạo |
| ------------------------ | -------- | --------------- |
| Yakubu 45' · I. Uche 84' | Chi tiết |                 |

| Nam Phi | 0–1      | Nigeria     |
| ------- | -------- | ----------- |
|         | Chi tiết | I. Uche 71' |

| Sierra Leone          | 2–1      | Guinea Xích Đạo    |
| --------------------- | -------- | ------------------ |
| Conteh 30' · Suma 73' | Chi tiết | Bodipo 83' (ph.đ.) |

| Guinea Xích Đạo | 0–1      | Nam Phi       |
| --------------- | -------- | ------------- |
|                 | Chi tiết | Tshabalala 9' |

| Nigeria                                             | 4–1      | Sierra Leone    |
| --------------------------------------------------- | -------- | --------------- |
| Obodo 21' · Obinna 35' · Odemwingie 45' · Odiah 51' | Chi tiết | Yobo 32' (l.n.) |

## Bảng 5
| Team    | Pld | W | D | L | GF | GA | GD  | Pts |
| ------- | --- | - | - | - | -- | -- | --- | --- |
| Ghana   | 6   | 4 | 0 | 2 | 11 | 5  | +6  | 12  |
| Gabon   | 6   | 4 | 0 | 2 | 8  | 3  | +5  | 12  |
| Libya   | 6   | 4 | 0 | 2 | 7  | 4  | +3  | 12  |
| Lesotho | 6   | 0 | 0 | 6 | 2  | 16 | −14 | 0   |

|         | Gabon | Ghana | Lesotho | Libya |
| ------- | ----- | ----- | ------- | ----- |
| Gabon   | —     | 2 – 0 | 2 – 0   | 1 – 0 |
| Ghana   | 2 – 0 | —     | 3 – 0   | 3 – 0 |
| Lesotho | 0 – 3 | 2 – 3 | —       | 0 – 1 |
| Libya   | 1 – 0 | 1 – 0 | 4 – 0   | —     |

- Thứ tự xếp hạng giữa Ghana, Gabon và Libya được xác định bằng hiệu số bàn thắng-bàn thua của ba đội.

| Ghana                                | 3–0      | Libya |
| ------------------------------------ | -------- | ----- |
| Tagoe 16' · Agogo 55' · Kingston 67' | Chi tiết |       |

| Libya               | 1–0      | Gabon |
| ------------------- | -------- | ----- |
| Manga 5' (lưới nhà) | Chi tiết |       |

| Lesotho                  | 2–3      | Ghana                         |
| ------------------------ | -------- | ----------------------------- |
| Muso 90+1' · Seema 90+2' | Chi tiết | Kingston 15' · Agogo 42', 62' |

| Gabon                  | 2–0      | Ghana |
| ---------------------- | -------- | ----- |
| Meye 42' · N'Guéma 66' | Chi tiết |       |

| Lesotho | 0–1      | Libya     |
| ------- | -------- | --------- |
|         | Chi tiết | Osman 81' |

| Libya                                                   | 4–0      | Lesotho |
| ------------------------------------------------------- | -------- | ------- |
| Al Fazzani 4' · Daoud 50' · Al Shibani 69' · Shaban 81' | Chi tiết |         |

| Ghana                   | 2–0      | Gabon |
| ----------------------- | -------- | ----- |
| Tagoe 30' · Muntari 78' | Chi tiết |       |

| Gabon                 | 2–0      | Lesotho |
| --------------------- | -------- | ------- |
| Do Marcolino 42', 65' | Chi tiết |         |

| Libya     | 1–0      | Ghana |
| --------- | -------- | ----- |
| Osman 84' | Chi tiết |       |

| Lesotho | 0–3      | Gabon                                          |
| ------- | -------- | ---------------------------------------------- |
|         | Chi tiết | Ecuele Manga 56' · Meye 72' · Mbanangoye 90+4' |

| Gabon          | 1–0      | Libya |
| -------------- | -------- | ----- |
| Mbanangoye 82' | Chi tiết |       |

| Ghana                              | 3–0      | Lesotho |
| ---------------------------------- | -------- | ------- |
| Appiah 19' · Agogo 24' · Amoah 67' | Chi tiết |         |

## Bảng 6
| Team    | Pld | W | D | L | GF | GA | GD | Pts |
| ------- | --- | - | - | - | -- | -- | -- | --- |
| Algérie | 6   | 3 | 1 | 2 | 7  | 4  | +3 | 10  |
| Gambia  | 6   | 2 | 3 | 1 | 6  | 3  | +3 | 9   |
| Sénégal | 6   | 2 | 3 | 1 | 9  | 7  | +2 | 9   |
| Liberia | 6   | 0 | 3 | 3 | 4  | 12 | −8 | 3   |

|         | Algérie | Gambia | Liberia | Sénégal |
| ------- | ------- | ------ | ------- | ------- |
| Algérie | —       | 1 – 0  | 3 – 0   | 3 – 2   |
| Gambia  | 1 – 0   | —      | 3 – 0   | 0 – 0   |
| Liberia | 0 – 0   | 1 – 1  | —       | 2 – 2   |
| Sénégal | 1 – 0   | 1 – 1  | 3 – 1   | —       |

- Thứ tự xếp hạng giữa Gambia và Senegal được xác định bằng hiệu số bàn thắng-bàn thua của hai đội.

| Sénégal         | 1–0      | Algérie |
| --------------- | -------- | ------- |
| Diagne-Faye 79' | Chi tiết |         |

| Liberia   | 1–1      | Gambia    |
| --------- | -------- | --------- |
| Makor 85' | Chi tiết | Jarju 17' |

| Algérie                               | 3–0      | Liberia |
| ------------------------------------- | -------- | ------- |
| Djebbour 14' · Ziani 18', 46' (ph.đ.) | Chi tiết |         |

| Gambia | 0–0      | Sénégal |
| ------ | -------- | ------- |
|        | Chi tiết |         |

| Gambia             | 1–0      | Algérie |
| ------------------ | -------- | ------- |
| Jaiteh 19' (ph.đ.) | Chi tiết |         |

| Liberia                  | 2–2      | Sénégal               |
| ------------------------ | -------- | --------------------- |
| Williams 78' · Makor 88' | Chi tiết | Diouf 47' · Gueye 55' |

| Algérie   | 1–0      | Gambia |
| --------- | -------- | ------ |
| Yahia 33' | Chi tiết |        |

| Sénégal                              | 3–1      | Liberia     |
| ------------------------------------ | -------- | ----------- |
| Sonko 8' · Diouf 32' · H. Camara 65' | Chi tiết | Krangar 89' |

| Algérie                            | 3–2      | Sénégal              |
| ---------------------------------- | -------- | -------------------- |
| Bezzaz 60' · Saïfi 67' · Yahia 73' | Chi tiết | Diao 54' · Gueye 90' |

| Gambia                      | 3–0      | Liberia |
| --------------------------- | -------- | ------- |
| Demba 10', 80' · Jallow 26' | Chi tiết |         |

| Liberia | 0–0      | Algérie |
| ------- | -------- | ------- |
|         | Chi tiết |         |

| Sénégal     | 1–1      | Gambia     |
| ----------- | -------- | ---------- |
| Mangane 67' | Chi tiết | Jaiteh 87' |

## Bảng 7
| Team        | Pld | W | D | L | GF | GA | GD | Pts |
| ----------- | --- | - | - | - | -- | -- | -- | --- |
| Bờ Biển Ngà | 6   | 3 | 3 | 0 | 10 | 2  | +8 | 12  |
| Mozambique  | 6   | 2 | 2 | 2 | 7  | 5  | +2 | 8   |
| Madagascar  | 6   | 1 | 3 | 2 | 2  | 7  | −5 | 6   |
| Botswana    | 6   | 1 | 2 | 3 | 3  | 8  | −5 | 5   |

|             | Botswana | Bờ Biển Ngà | Madagascar | Mozambique |
| ----------- | -------- | ----------- | ---------- | ---------- |
| Botswana    | —        | 1 – 1       | 0 – 0      | 0 – 1      |
| Bờ Biển Ngà | 4 – 0    | —           | 3 – 0      | 1 – 0      |
| Madagascar  | 1 – 0    | 0 – 0       | —          | 1 – 1      |
| Mozambique  | 1 – 2    | 1 – 1       | 3 – 0      | —          |

| Botswana | 0–0      | Madagascar |
| -------- | -------- | ---------- |
|          | Chi tiết |            |

| Bờ Biển Ngà | 1–0      | Mozambique |
| ----------- | -------- | ---------- |
| Cissé 75'   | Chi tiết |            |

| Madagascar | 0–0      | Bờ Biển Ngà |
| ---------- | -------- | ----------- |
|            | Chi tiết |             |

| Mozambique | 1–2      | Botswana                   |
| ---------- | -------- | -------------------------- |
| Lobo 60'   | Chi tiết | Selolwane 20' · Mafoko 80' |

| Botswana      | 1–1      | Bờ Biển Ngà |
| ------------- | -------- | ----------- |
| Selolwane 25' | Chi tiết | Akalé 64'   |

| Madagascar           | 1–1      | Mozambique |
| -------------------- | -------- | ---------- |
| Mamihasindrahona 90' | Chi tiết | Dário 33'  |

| Mozambique                                   | 3–0      | Madagascar |
| -------------------------------------------- | -------- | ---------- |
| Tico-Tico 23' · Carlitos 62' · Domingues 63' | Chi tiết |            |

| Bờ Biển Ngà                              | 4–0      | Botswana |
| ---------------------------------------- | -------- | -------- |
| Sanogo 16' · Zokora 21' · Cissé 46', 70' | Chi tiết |          |

| Madagascar        | 1–0      | Botswana |
| ----------------- | -------- | -------- |
| Rabemananjara 18' | Chi tiết |          |

| Mozambique | 1–1      | Bờ Biển Ngà |
| ---------- | -------- | ----------- |
| Miro 52'   | Chi tiết | B. Koné 48' |

| Botswana | 0–1      | Mozambique |
| -------- | -------- | ---------- |
|          | Chi tiết | Genito 6'  |

| Bờ Biển Ngà                         | 3–0      | Madagascar |
| ----------------------------------- | -------- | ---------- |
| Sanogo 42', 55' · Kalou 66' (ph.đ.) | Chi tiết |            |

## Bảng 8
| Team       | Pld | W | D | L | GF | GA | GD  | Pts |
| ---------- | --- | - | - | - | -- | -- | --- | --- |
| Maroc      | 4   | 3 | 0 | 1 | 11 | 5  | +6  | 9   |
| Rwanda     | 4   | 3 | 0 | 1 | 7  | 3  | +4  | 9   |
| Mauritanie | 4   | 0 | 0 | 4 | 2  | 12 | −10 | 0   |

|            | Mauritanie | Maroc | Rwanda |
| ---------- | ---------- | ----- | ------ |
| Mauritanie | —          | 1 – 4 | 0 – 1  |
| Maroc      | 4 – 1      | —     | 2 – 0  |
| Rwanda     | 3 – 0      | 3 – 1 | —      |

- Thứ tự xếp hạng giữa Maroc và Rwanda được xác định bằng hiệu số bàn thắng-bàn thua của hai đội.

Ethiopia bị loại khỏi giải sau khi FIFA công bố lệnh cấm Liên đoàn bóng đá Ethiopia ngày 12 tháng 9 năm 2008, kết quả tất cả các trận đấu của đội bị hủy.
| Rwanda                                         | 3–0      | Mauritanie |
| ---------------------------------------------- | -------- | ---------- |
| Karekezi 15' · Makasi 60' (ph.đ.) · Bokota 75' | Chi tiết |            |

| Maroc                                          | Hủy (3–0) | Ethiopia |
| ---------------------------------------------- | --------- | -------- |
| Benjelloun 4' · Aboucherouane 12' · Kharja 86' | Chi tiết  |          |

| Mauritanie           | 1–4      | Maroc                                                 |
| -------------------- | -------- | ----------------------------------------------------- |
| Da Silva 82' (ph.đ.) | Chi tiết | Sektioui 8' · Benjelloun 36' · Safri 59' · Kharja 79' |

| Ethiopia    | Hủy (1–2) | Rwanda                  |
| ----------- | --------- | ----------------------- |
| Tesfaye 47' | Chi tiết  | Makasi 66' · Makasi 89' |

| Mauritanie | Hủy (0–1) | Ethiopia         |
| ---------- | --------- | ---------------- |
|            | Chi tiết  | Salahddine 90+2' |

| Rwanda                                 | 3–1      | Maroc     |
| -------------------------------------- | -------- | --------- |
| Makasi 14' · Bokota 58' · Karekezi 90' | Chi tiết | Safri 80' |

| Maroc                           | 2–0      | Rwanda |
| ------------------------------- | -------- | ------ |
| Safri 11' (ph.đ.) · El Zhar 49' | Chi tiết |        |

| Ethiopia                                                             | Hủy (6–1) | Mauritanie |
| -------------------------------------------------------------------- | --------- | ---------- |
| Tefera 41' (ph.đ.), 89' · Nigussie 55', 63' · Messud 83' · Adane 90' | Chi tiết  | Ely 44'    |

| Mauritanie | 0–1      | Rwanda   |
| ---------- | -------- | -------- |
|            | Chi tiết | Bobo 81' |

| Ethiopia | Hủy | Maroc |
| -------- | --- | ----- |
|          |     |       |

| Rwanda | Hủy | Ethiopia |
| ------ | --- | -------- |
|        |     |          |

| Maroc                                            | 4–1      | Mauritanie  |
| ------------------------------------------------ | -------- | ----------- |
| Safri 35' (ph.đ.) · Hadji 56', 60' · Zemmama 66' | Chi tiết | Teguedi 68' |

## Bảng 9
| Team         | Pld | W | D | L | GF | GA | GD  | Pts |
| ------------ | --- | - | - | - | -- | -- | --- | --- |
| Burkina Faso | 6   | 5 | 1 | 0 | 14 | 5  | +9  | 16  |
| Tunisia      | 6   | 4 | 1 | 1 | 11 | 3  | +8  | 13  |
| Burundi      | 6   | 2 | 0 | 4 | 5  | 9  | −4  | 6   |
| Seychelles   | 6   | 0 | 0 | 6 | 4  | 17 | −13 | 0   |

|              | Burkina Faso | Burundi | Seychelles | Tunisia |
| ------------ | ------------ | ------- | ---------- | ------- |
| Burkina Faso | —            | 2 – 0   | 4 – 1      | 0 – 0   |
| Burundi      | 1 – 3        | —       | 1 – 0      | 0 – 1   |
| Seychelles   | 2 – 3        | 1 – 2   | —          | 0 – 2   |
| Tunisia      | 1 – 2        | 2 – 1   | 5 – 0      | —       |

| Burundi          | 1–0      | Seychelles |
| ---------------- | -------- | ---------- |
| S. Ndikumana 81' | Chi tiết |            |

| Tunisia    | 1–2      | Burkina Faso  |
| ---------- | -------- | ------------- |
| Belaid 38' | Chi tiết | Koné 85', 87' |

| Seychelles | 0–2      | Tunisia                   |
| ---------- | -------- | ------------------------- |
|            | Chi tiết | Jemâa 10' · Ben Saada 43' |

| Burkina Faso    | 2–0      | Burundi |
| --------------- | -------- | ------- |
| Dagano 25', 47' | Chi tiết |         |

| Seychelles                 | 2–3      | Burkina Faso         |
| -------------------------- | -------- | -------------------- |
| Zialor 46' · Annacoura 52' | Chi tiết | Dagano 26', 55', 78' |

| Burundi | 0–1      | Tunisia   |
| ------- | -------- | --------- |
|         | Chi tiết | Jaïdi 66' |

| Burkina Faso                          | 4–1      | Seychelles   |
| ------------------------------------- | -------- | ------------ |
| Kaboré 20' · Kéré 29', 64' · Koné 89' | Chi tiết | St. Ange 44' |

| Tunisia                           | 2–1      | Burundi         |
| --------------------------------- | -------- | --------------- |
| Ben Saada 30' (ph.đ.) · Jemâa 44' | Chi tiết | Mbazumutima 45' |

| Seychelles | 1–2      | Burundi                        |
| ---------- | -------- | ------------------------------ |
| Zialor 63' | Chi tiết | Mbazumutima 27' · Hakimana 64' |

| Burkina Faso | 0–0      | Tunisia |
| ------------ | -------- | ------- |
|              | Chi tiết |         |

| Tunisia                                                         | 5–0      | Seychelles |
| --------------------------------------------------------------- | -------- | ---------- |
| Essifi 5', 68' · Mikari 18' · Ben Frej 20' · Ben Khalfallah 43' | Chi tiết |            |

| Burundi      | 1–3      | Burkina Faso                |
| ------------ | -------- | --------------------------- |
| Nahimana 43' | Chi tiết | Bancé 18' · Dagano 54', 76' |

## Bảng 10
| Team           | Pld | W | D | L | GF | GA | GD | Pts |
| -------------- | --- | - | - | - | -- | -- | -- | --- |
| Mali           | 6   | 4 | 0 | 2 | 13 | 8  | +5 | 12  |
| Sudan          | 6   | 3 | 0 | 3 | 9  | 9  | 0  | 9   |
| Cộng hòa Congo | 6   | 3 | 0 | 3 | 7  | 8  | −1 | 9   |
| Tchad          | 6   | 2 | 0 | 4 | 7  | 11 | −4 | 6   |

|                | Tchad | Cộng hòa Congo | Mali  | Sudan |
| -------------- | ----- | -------------- | ----- | ----- |
| Tchad          | —     | 2 – 1          | 1 – 2 | 1 – 3 |
| Cộng hòa Congo | 2 – 0 | —              | 1 – 0 | 1 – 0 |
| Mali           | 2 – 1 | 4 – 2          | —     | 3 – 0 |
| Sudan          | 1 – 2 | 2 – 0          | 3 – 2 | —     |

- Thứ tự xếp hạng giữa Sudan và Congo được xác định bằng hiệu số bàn thắng-bàn thua của hai đội.

| Mali                                                   | 4–2      | Cộng hòa Congo   |
| ------------------------------------------------------ | -------- | ---------------- |
| S. Keita 2', 61' · A. Coulibaly 32' · S. Coulibaly 42' | Chi tiết | Mouithys 5', 75' |

| Tchad       | 1–2      | Mali                    |
| ----------- | -------- | ----------------------- |
| Kedigui 43' | Chi tiết | Kanouté 5', 21' (ph.đ.) |

| Cộng hòa Congo | 1–0      | Sudan |
| -------------- | -------- | ----- |
| Endzanga 60'   | Chi tiết |       |

| Tchad                     | 2–1      | Cộng hòa Congo |
| ------------------------- | -------- | -------------- |
| Kedigui 40' · Djerabe 47' | Chi tiết | Batota 30'     |

| Sudan                                       | 3–2      | Mali             |
| ------------------------------------------- | -------- | ---------------- |
| Yousif 45' · Tahir 72' (ph.đ.) · Tambal 80' | Chi tiết | Kanouté 69', 90' |

| Cộng hòa Congo        | 2–0      | Tchad |
| --------------------- | -------- | ----- |
| Minga 13' · Ibara 67' | Chi tiết |       |

| Mali                            | 3–0      | Sudan |
| ------------------------------- | -------- | ----- |
| Kanouté 25' · S. Keita 60', 67' | Chi tiết |       |

| Sudan     | 1–2      | Tchad                   |
| --------- | -------- | ----------------------- |
| Kamal 77' | Chi tiết | Mbaiam 28' · Hassan 82' |

| Cộng hòa Congo | 1–0      | Mali |
| -------------- | -------- | ---- |
| Endzanga 87'   | Chi tiết |      |

| Tchad     | 1–3      | Sudan                                |
| --------- | -------- | ------------------------------------ |
| Djime 34' | Chi tiết | Adel 4' · Agab 48' (ph.đ.) · Ali 76' |

| Mali                 | 2–1      | Tchad     |
| -------------------- | -------- | --------- |
| S. Y. Keita 44', 83' | Chi tiết | Djime 75' |

| Sudan                | 2–0      | Cộng hòa Congo |
| -------------------- | -------- | -------------- |
| Tahir 31' · Agab 74' | Chi tiết |                |

## Bảng 11
| Team     | Pld | W | D | L | GF | GA | GD | Pts |
| -------- | --- | - | - | - | -- | -- | -- | --- |
| Zambia   | 4   | 2 | 1 | 1 | 2  | 1  | +1 | 7   |
| Togo     | 4   | 2 | 0 | 2 | 8  | 3  | +5 | 6   |
| Eswatini | 4   | 1 | 1 | 2 | 2  | 8  | −6 | 4   |

|          | Eswatini | Togo  | Zambia |
| -------- | -------- | ----- | ------ |
| Eswatini | —        | 2 – 1 | 0 – 0  |
| Togo     | 6 – 0    | —     | 1 – 0  |
| Zambia   | 1 – 0    | 1 – 0 | —      |

Eritrea bỏ cuộc ngày 25 tháng 3 năm 2008 và không được thay thế.
| Togo        | 1–0      | Zambia |
| ----------- | -------- | ------ |
| Olufadé 16' | Chi tiết |        |

| Eswatini                    | 2–1      | Togo        |
| --------------------------- | -------- | ----------- |
| Dlamini 55' · Salelwako 72' | Chi tiết | Olufadé 88' |

| Eswatini | 0–0      | Zambia |
| -------- | -------- | ------ |
|          | Chi tiết |        |

| Zambia                 | 1–0      | Eswatini |
| ---------------------- | -------- | -------- |
| C. Katongo 85' (ph.đ.) | Chi tiết |          |

| Zambia         | 1–0      | Togo |
| -------------- | -------- | ---- |
| F. Katongo 31' | Chi tiết |      |

| Togo                                                    | 6–0      | Eswatini |
| ------------------------------------------------------- | -------- | -------- |
| Salifou 16' · Adebayor 29', 46', 71', 85' · Olufadé 45' | Chi tiết |          |

## Bảng 12
| Team       | Pld | W | D | L | GF | GA | GD  | Pts |
| ---------- | --- | - | - | - | -- | -- | --- | --- |
| Ai Cập     | 6   | 5 | 0 | 1 | 13 | 2  | +11 | 15  |
| Malawi     | 6   | 4 | 0 | 2 | 14 | 5  | +9  | 12  |
| CHDC Congo | 6   | 3 | 0 | 3 | 14 | 6  | +8  | 9   |
| Djibouti   | 6   | 0 | 0 | 6 | 2  | 30 | −28 | 0   |

|            | Cộng hòa Dân chủ Congo | Djibouti | Ai Cập | Malawi |
| ---------- | ---------------------- | -------- | ------ | ------ |
| CHDC Congo | —                      | 5 – 1    | 0 – 1  | 1 – 0  |
| Djibouti   | 0 – 6                  | —        | 0 – 4  | 0 – 3  |
| Ai Cập     | 2 – 1                  | 4 – 0    | —      | 2 – 0  |
| Malawi     | 2 – 1                  | 8 – 1    | 1 – 0  | —      |

| Malawi                                                                                           | 8–1      | Djibouti  |
| ------------------------------------------------------------------------------------------------ | -------- | --------- |
| Kafoteka 4' · Kanyenda 20', 48', 50' · Kamwendo 67' · Chavula 72' · Ng'ambi 83' · Mkandawire 88' | Chi tiết | Daher 23' |

| Ai Cập                     | 2–1      | CHDC Congo |
| -------------------------- | -------- | ---------- |
| Zaky 67' · Abdel-Malek 80' | Chi tiết | Ilunga 44' |

| Djibouti | 0–4      | Ai Cập                                                      |
| -------- | -------- | ----------------------------------------------------------- |
|          | Chi tiết | Zaky 40' · Hosny 47' (ph.đ.) · Hassan 54' · Abdel-Malek 65' |

| CHDC Congo           | 1–0      | Malawi |
| -------------------- | -------- | ------ |
| Matumona 75' (ph.đ.) | Chi tiết |        |

| Djibouti | 0–6      | CHDC Congo                                                   |
| -------- | -------- | ------------------------------------------------------------ |
|          | Chi tiết | Mbokani 25', 48' · Nonda 31' · Matumona 40', 49' · Mputu 79' |

| Malawi        | 1–0      | Ai Cập |
| ------------- | -------- | ------ |
| Msowoya 90+3' | Chi tiết |        |

| CHDC Congo                                        | 5–1      | Djibouti    |
| ------------------------------------------------- | -------- | ----------- |
| Nonda 10', 47', 51' · Tshinyama 59' · Mbokani 62' | Chi tiết | Hirir 90+1' |

| Ai Cập          | 2–0      | Malawi |
| --------------- | -------- | ------ |
| Moteab 17', 50' | Chi tiết |        |

| Djibouti | 0–3      | Malawi                                 |
| -------- | -------- | -------------------------------------- |
|          | Chi tiết | Msowoya 45' · Chavula 60' · Nyondo 70' |

| CHDC Congo | 0–1      | Ai Cập        |
| ---------- | -------- | ------------- |
|            | Chi tiết | Aboutrika 30' |

| Malawi                   | 2–1      | CHDC Congo |
| ------------------------ | -------- | ---------- |
| Ngambi 55' · Msowoya 82' | Chi tiết | LuaLua 12' |

| Ai Cập                                                                | 4–0      | Djibouti |
| --------------------------------------------------------------------- | -------- | -------- |
| Emad Moteab 19' · Hassan 50' · Aboutrika 66' · Riyad 90+2' (lưới nhà) | Chi tiết |          |

## Xếp hạng các đội nhì bảng
Cùng với 12 đội nhất bảng, 8 đội nhì bảng có thành tích xuất sắc nhất được lọt vào vòng 3. Vì số đội của mỗi bảng không đều nhau, nên chỉ thành tích đối đầu với các đội nhất bảng và xếp thứ ba ở bảng là được tính.
| Bảng | Đội        | Pld | W | D | L | GF | GA | GD | Pts |
| ---- | ---------- | --- | - | - | - | -- | -- | -- | --- |
| 8    | Rwanda     | 4   | 3 | 0 | 1 | 7  | 3  | +4 | 9   |
| 2    | Kenya      | 4   | 2 | 1 | 1 | 6  | 3  | +3 | 7   |
| 9    | Tunisia    | 4   | 2 | 1 | 1 | 4  | 3  | +1 | 7   |
| 11   | Togo       | 4   | 2 | 0 | 2 | 8  | 3  | +5 | 6   |
| 5    | Gabon      | 4   | 2 | 0 | 2 | 3  | 3  | 0  | 6   |
| 10   | Sudan      | 4   | 2 | 0 | 2 | 5  | 6  | −1 | 6   |
| 12   | Malawi     | 4   | 2 | 0 | 2 | 3  | 4  | −1 | 6   |
| 7    | Mozambique | 4   | 1 | 2 | 1 | 5  | 3  | +2 | 5   |
| 6    | Gambia     | 4   | 1 | 2 | 1 | 2  | 2  | 0  | 5   |
| 3    | Angola     | 4   | 1 | 1 | 2 | 6  | 6  | 0  | 4   |
| 1    | Cabo Verde | 4   | 1 | 0 | 3 | 3  | 7  | −4 | 3   |
| 4    | Nam Phi    | 4   | 0 | 1 | 3 | 0  | 4  | −4 | 1   |